# Рекорди в Първа професионална футболна лига
Статията представя рекорди в Първа професионална футболна лига.

## Рекорди

### Отборни рекорди
- Най-много шампионски титли в първенството: ЦСКА – 31
- Най-много поредни шампионски титли: Лудогорец (2011/12 – 2024/25) – 14
- Най-много участия в А група: Левски – 83 пъти (участвал е във всички първенства на А група)[1]
- Най-малко участия в А група: Бдин, ФК Павликени, Розова долина (Казанлък), Академик (Варна), Спортист Своге, Несебър, Светкавица 1922 (Търговище), ПСФК Черноморец Бургас (София) и ПФК Любимец 2007 – 1
- Най-много поредни мачове без загуба в А група: ЦСКА (от 19-ти кръг на сезон 1987/88 (Локомотив (Пловдив) 0:3) до 26-ти кръг на сезон 1988/89 (Тракия 0:1)) – 36
- Шампион с най-голяма точкова разлика пред втория в класирането: Лудогорец – 21 точки (сезон 2021/22 - 1.Лудогорец - 79 т, 2.ЦСКА - 58 т)
- Най-много победи в един сезон в А група: Левски (от 36 срещи през сезон 2001/02) – 27
- Най-малко победи в един сезон в А група: Дунав (от 22 срещи като Торпедо през сезон 1951), Раковски (Русе) (от 30 срещи през сезон 1996/1997) и ПСФК Черноморец Бургас (София) (от 30 срещи през сезон 2006/07) – 0
- Най-много равенства в един сезон в А група: Локомотив (Пд) (от 32 срещи през сезон 1971/72) – 16
- Най-малко загуби в един сезон в А група: ЦСКА (от 30 срещи в сезон 2007/08), Спартак (София), (от 22 срещи в сезон 1951), Левски (от 18 срещи в сезон 1948/1949) и ЦСКА (от 11 срещи като ЦДНА през сезон 1958) – 0
- Най-много загуби в един сезон в А група: Раковски (Русе) (от 30 срещи през сезон 1996/1997) и ПСФК Черноморец Бургас (София) (от 30 срещи през сезон 2006/07) – 29
- Най-много поредни победи в А група: Левски (от 23-ти кръг на сезон 2003/2004 до 6-и кръг на сезон 2004/2005) и Лудогорец (от 19-и кръг до 32-ри кръг на сезон 2017/2018) – 14
- Най-много спечелени точки за един сезон в А група: Левски (от 36 срещи през сезон 2001/02) и Лудогорец (от 36 срещи през сезон 2017/18) – 88
- Най-малко спечелени точки за един сезон в А група: Раковски (Русе) (от 30 срещи през сезон 1996/1997) и ПСФК Черноморец Бургас (София) (от 30 срещи през сезон 2006/2007) – 1.
- Най-малък точков актив в края на сезон в А група: ПСФК Черноморец Бургас (София) (от 30 срещи през сезон 2006/2007) – минус 2
- Най-малък точков актив в края на сезон в А група за отбор, спасил се от изпадане: Витоша (Бистрица) – 13 (от 32 срещи през сезон 2017/18). В края на редовния сезон, Витоша завършва на последното, 14-о място с актив от 8 точки от 26 мача и без спечелен мач. В груповата фаза, Витоша печели още 5 точки от 6 мача, постигайки единствената си победа – срещу Черно море с 1:0. В третата фаза, Витоша губи плей-офа си с Дунав Рс с 0:1 и 1:3, но успява да се наложи над Пирин Бл в плей-аут за директно изпадане след загуба у дома с 0:1 и победа като гост с 2:1. В решителния мач за място в сезон 2018/19 в Първа професионална футболна лига, Витоша успява да се наложи над втория във Втора лига – Локомотив Сф, след равенство в редовното време и продълженията (1:1 и 2:2) и 4:2 след изпълнение на дузпи.
- Най-много вкарани голове в един сезон в А група: Левски (в 30 срещи през сезон 2006/2007 (3 служебни)) – 96
- Най-малко вкарани голове в един сезон в А група: Раковски (Русе) (в 30 срещи през сезон 1996/1997), Дунав (в 22 срещи като Торпедо през сезон 1951), Черно море (в 11 срещи през сезон 1968), ПСФК Черноморец Бургас (София) (в 30 срещи през сезон 2006/2007) и Светкавица 1922 (Търговище) (в 30 срещи през сезон 2011/2012) – 8
- Най-много допуснати голове в един сезон в А група: ПСФК Черноморец Бургас (София) (в 30 срещи през сезон 2006/2007) – 131
- Най-малко допуснати голове в един сезон в А група: ЦСКА (в 22 срещи като ЦДНА през сезон 1951), Спартак (София) (в 22 срещи през сезон 1951) – 7
- Най-голяма победа в А група: ЦСКА (като ЦДНА) – Торпедо Русе – 12 : 0 (сезон 1951)
- Най-много мачове в европейските клубни турнири в един сезон: Лудогорец – 16 мача. В сезон 2013/14, Лудогорец играят 4 мача в предварителните кръгове и още 2 мача в плей-офите на Шампионската лига. Продължават в групите на Лига Европа, където играят 6 мача. Печелят групата, след което играят още 4 мача – 2 на 1/16 финалите и още 2 на 1/8 финалите, където отпадат от Валенсия.
- Най-добро класиране на нов отбор в А група: 1-во място
  - Литекс, през сезон 1997/1998 (отборът печели титлата и в следващия сезон 1998/1999).
  - Лудогорец, през сезон 2011/2012 (първо участие на Лудогорец в А група в неговата история изобщо). Отборът печели титлата и в следващите тринадесет сезона - 2012/2013 – 2024/2025.
- Шампион с най-малко спечелени точки от изиграни мачове: Ботев (Пд.) – 38 точки (от 30 мача (1,2666 точки от мач) през сезон 1966/67). През сезон 1984/85, заради сбиване между двата отбора на финала за Купата на страната, Левски и ЦСКА (към онзи момент 1-ви и 2-ри), са извадени от класирането и за шампион е определен третият – Ботев (Пд.) (тогава „Тракия“), с актив от 33 точки (от 30 мача (1.1 точки от мач)). През 1990 г. БФС отменя решението си от 1985 г. и присъжда титлата на Левски.

### Индивидуални рекорди
- Шампион на А група с най-много отбори: Стефан Колев – 4 (с Левски през сезон 1987/88, с ЦСКА (София)

```
през сезон 
1991/92
, със 
Славия
 през сезон 
1995/96
 и с 
Литекс
 през сезони 
1997/98
 и 
1998/99
)
```

### Други интересни факти
- Единственият отбор, изпадал от А група с положителна голова разлика е Берое : През сезон 1973/1974 Берое завършва на 15-о място с актив от 7 победи, 7 равенства и 16 загуби и голова разлика 50 – 46. През същия сезон и голмайсторът на първенството е от Берое – Петко Петков с 20 гола.
- Само веднъж головата разлика е определила шампиона в А група. : През сезон 1970/1971, ЦСКА и Левски завършват с равни точки, по 48. Титлата печели ЦСКА заради по-добрата си голова разлика.
- Никой не е ставал шампион в А група с повече от 6 загуби. : Спартак Пд, през сезон 1962/1963, Левски, през сезон 1964/1965, ЦСКА, през сезон 1974/1975, Левски, през сезон 1984/1985 и Берое, през сезон 1985/1986 печелят титлата, губейки 6 мача в първенството.
- Никога действащ шампион не е изпадал от А група. : Най-близо до това да се случи е бил Берое. През сезон 1986/1987 на последните четири места с равни точки (по 21) се класират Берое, Спартак (Плевен), Академик (Свищов) и Димитровград, като последните два отбора изпадат заради по-лошата си голова разлика. Тогава, за трети (и последен) сезон важи правилото за 0 точки при резултат 0:0. Без това правило, Спартак (Плевен) би имал 23 т., Академик (Свищов) и Димитровград – по 22, а Берое – 21 и от групата биха изпаднали Димитровград и Берое.
- Най-тежката загуба, нанасяна на бъдещ шампион в А група е 8 : 1. На 21 декември 1985 г. Ботев (Пд.) (тогава Тракия) разгромява Берое с 8:1 на ст. „Хр. Ботев“ в Пловдив. Двата отбора завършват съответно на 2-ро и 1-во място в крайното класиране за сезон 1985/1986. Поради наказания и контузии, в състава на домакините има само един нападател – Атанас Пашев, който отбелязва 2 гола. Другите 6 са дело на защитниците Раков, Юруков и Хорозов и дефанзивните полузащитници Бакалов и Симов (2). Почетния гол за гостите бележи Кашмер.
- Представителство в А група.
  - Освен столицата, 5 други града са имали участие с повече от един отбор в един сезон в А група: Пловдив, Варна, Бургас, Перник и Стара Загора. От тях само Пловдив е участвал с 3 отбора – в сезони 1953, 1955, от 1961/1962 до 1967/1968 вкл., 1969/1970, 1970/1971 и от 1994/1995 до 1996/1997 вкл. – общо 14 пъти. Пловдив на три пъти е бил съвсем близо до участие и с четирите си отбора в А група. През 1967 г. Марица влиза в А група, където са още и Ботев, Спартак и Локомотив, но малко преди началото на новия шампионат, по силата на административно решение, Ботев и Спартак биват обединени в един отбор – Тракия и така Пловдив отново остава с 3 отбора. През 1995 г. Марица играе бараж с Раковски (Русе) за влизане в А група, където отново са Ботев, Спартак и Локомотив, но го губи. В следващата, 1996 г., Марица влиза в А група, но по същото време от групата изпада Спартак.
  - Варна е била без представител в А група през 3 сезона: 1990/1991, 1991/1992 и 1994/1995.
  - Пловдив никога не е оставал без свой представител в А група, въпреки че през 2001 г. това, на практика, се случва. На 27 май 2001 г., единственият пловдивски отбор в А група, Ботев, изпада, а никой от другите 3 не печели промоция. През лятото на 2001 г., Георги Илиев, собственик на бронзовия медалист от последните 3 сезона Велбъжд (Кюстендил), закупува акциите на Локомотив 1936 (Пловдив). На 23 юли същата година се провежда общо събрание на акционерите на двете дружества, на което се взема решение за заличаване на регистрацията на „Локомотив“ Пловдив и за преименуване на „Велбъжд“ в „Локомотив“. Кюстендилският отбор поема всички пасиви и активи на пловдивския, а клубът с новото регистрирано име заема мястото на Велбъжд в А група. Седалището на клуба е преместено от Кюстендил в Пловдив и така градът отново има представител в елита.
  - Силистра e единственият областен център, който не е имал отбор в А група. До 29 май 2019 г. Кърджали беше другият, който не бе постигал този успех. До тази дата, градът веднъж е бил на косъм от успеха. На 29 май 1988 г., в последния, 38-и кръг от първенството на единната Б РФГ, третият във временното класиране, Арда (Кърджали) приема втория, Дунав (Русе). За да изпреварят своя съперник и да влязат в А група, ардинци се нуждаят от победа с 4 или повече гола разлика. На препълнения стадион „Дружба“ (30 000 според тогавашната преса), в 50-ата минута резултатът става 3:0 за Арда. В оставащите минути обаче, четвърти гол така и не влиза. Мачът завършва 3:0. Русенци запазват второто място и заедно с шампиона Черно море са новите членове на А група. В следващия сезон, 1988/1989, Арда изпада от Б група, като заема последното, 20-о място. През сезон 2018 – 2019 Арда завършва на трето място в редовния сезон на Втора Професионална Лига, което отреди на тима бараж за влизане срещу идващия от по-горна дивизия тим на Септември София. На стадион Локомотив в Пловдив кърджалийци стигат до успех с 1:0 след продължения и за първи път в своята история влязоха в елитната футболна дивизия на страната.
  - 19 необластни града са регистрирали участие при майсторите: Дупница, Петрич, Горна Оряховица, Сандански, Свищов, Севлиево, Мездра, Самоков, Тетевен, Каварна, Димитровград, Симитли, Своге, Несебър, Казанлък, Павликени, Гоце Делчев, Любимец и  Крумовград.
  - През сезон 1996/97 за първи път в историята отбор от село (Олимпик (Галата) печели промоция за участие в първото ниво на българския футбол. Преди началото на следващия сезон отборът е преместен в Тетевен. През сезон 2005/06 Конелиано (Герман) става вторият отбор от село, който печели промоция за А група. На 3 август 2006 г. лицензът на Конелиано е закупен от Ивайло Дражев – собственик на ФК Черноморец (Бургас), който е със съдебна регистрация в Сливен. Регистриран е нов клуб, който получава името ПСФК Черноморец Бургас (София) и през 2006/07 участва в А група с лиценза на Конелиано. През сезон 2016/17 Витоша (Бистрица) става третият отбор от село – нов член на „Първа професионална футболна лига" сезон 2017/18, след като печели с 1:0 бараж срещу Нефтохимик. В края на сезона Витоша печели баражите за промоция/оставане в „Първа професионална футболна лига“ срещу Пирин (Благоевград) и Локомотив (София) и става първият отбор от село, успял да запази мястото в елита.
  - През сезон 2005/2006 е имало само 2 отбора от Северна България в А група (Литекс и Черно море).
- С най-много мачове помежду си в А група:
- 165 ЦСКА – Левски
- 148 Левски – Славия
- 142 ЦСКА – Славия
- 139 Левски – Ботев Пд
- 137 ЦСКА – Ботев Пд
- 134 Ботев Пд – Славия
- 131 Левски – Локо Пд
- 128 ЦСКА – Локо Сф
- 127 Славия – Локо Пд
- 126 Левски – Локо Сф
- 126 Славия – Локо Сф
- 125 ЦСКА – Локо Пд
- 124 Левски – Черно море
- 117 ЦСКА – Черно море
- 114 Левски – Берое
- 114 Локо Сф – Ботев Пд
- 112 ЦСКА – Берое
- 112 Славия – Черно море
- 112 Локо Пд – Ботев Пд
- 112 Славия – Берое
- 108 Ботев Пд – Черно море
- 107 Ботев Пд – Берое
- 102 Локо Пд – Черно море
- 101 Локо Пд – Локо Сф
- Най-много равенства в един кръг в А група – 7 (два пъти).
  - В VIII кръг на сезон 1973/1974, игран през есента на 1973 г., седем от осемте мача завършват наравно. Единствената победа в кръга постига Левски-Спартак срещу ЖСК-Спартак (Варна) с 3:2.
- Левски-Спартак (София) 3:2 Спартак (Варна)
- Спартак (Плевен) 0:0 Локомотив (Пловдив)
- Пирин (Благоевград) 1:1 Миньор (Перник)
- Етър (Велико Търново) 1:1 ЦСКА Септемврийско знаме (София)
- Славия (София) 1:1 Берое (Стара Загора)
- Янтра (Габрово) 1:1 Ботев (Враца)
- Тракия (Пловдив) 0:0 Локомотив (София)
- Черно море (Варна) 2:2 Академик (София)
  - В ХХ кръг на сезон 1979/1980, игран на 29 март 1980 г., отново седем от осем срещи завършват наравно. Единствената победа в кръга печели Ботев (Пд.) (тогава Тракия) срещу Спартак (Плевен) с 1:0.
- Черно море (Варна) 1:1 Локомотив (Пловдив)
- Тракия (Пловдив) 1:0 Спартак (Плевен)
- Пирин (Благоевград) 1:1 Левски-Спартак (София)
- ЦСКА Септемврийско знаме (София) 1:1 Черноморец (Бургас)
- Сливен (Сливен) 0:0 Миньор (Перник)
- Ботев (Враца) 2:2 Славия (София)
- Берое (Стара Загора) 0:0 Марек (Станке Димитров)
- Локомотив (София) 0:0 Етър (Велико Търново)
- Най-миролюбив кръг в А група – Във II кръг на сезон 1959/1960, игран през есента на 1959 г., всичките 6 мача завършват наравно.
  - Миньор (Димитрово) 1:1 Спартак (Плевен)
  - Левски (София) 1:1 Спартак (София)
  - Спартак (Пловдив) 1:1 Спартак (Варна)
  - Дунав (Русе) 1:1 Славия (София)
  - ЦДНА (София) 0:0 Ботев (Пловдив)
  - Локомотив (София) 1:1 Септември (София)
- Най-много срещи с еднакъв резултат в един кръг в А група – 6. В ХIV кръг на сезон 1981/1982, игран на 12 декември 1981 г., шест мача завършват при резултат 2:1.
  - Академик (София) 2:1 Тракия (Пловдив)
  - Черноморец (Бургас) 2:1 Левски-Спартак (София)
  - Беласица (Петрич) 2:1 Спартак (Плевен)
  - Локомотив (София) 2:1 Етър (Велико Търново)
  - Черно море (Варна) 2:1 ЦСКА Септемврийско знаме (София)
  - Хасково (Хасково) 3:0 Марек (Станке Димитров)
  - Ботев (Враца) 0:0 Славия (София)
  - Берое (Стара Загора) 2:1 Сливен (Сливен)
- Най-резултатен кръг в А група
  - В I кръг на сезон 1972/1973, при група от 18 отбора, са вкарани 45 гола в деветте мача (средно по 5,00 гола на мач).
- Локомотив (София) 3:3 Спартак (Варна)
- Академик (София) 1:1 Перник (Перник)
- Берое (Стара Загора) 5:1 Дунав (Русе)
- Спартак (Плевен) 3:1 Черноморец (Бургас)
- ЦСКА Септемврийско знаме (София) 5:3 Ботев (Враца)
- Черно море (Варна) 2:3 Славия (София)
- Тракия (Пловдив) 3:4 Локомотив (Пловдив)
- Николай Лъсков (Ямбол) 2:2 Левски-Спартак (София)
- Панайот Волов (Шумен) 1:2 Етър (Велико Търново)
  - В XXVII кръг на сезон 1996/1997, при група от 16 отбора, са вкарани 42 гола в осемте мача (средно по 5,25 гола на мач).
- Добруджа (Добрич) 1:1 Левски 1914 (София)
- Ботев (Пловдив) 4:3 Спартак (Варна)
- Левски (Кюстендил) 5:1 Спартак (Плевен)
- Миньор (Перник) 2:1 Локомотив (София)
- ЦСКА (София) 5:1 Етър (Велико Търново)
- Славия (София) 4:0 Локомотив (Пловдив)
- Марица (Пловдив) 8:0 Раковски (Русе)
- Нефтохимик (Бургас) 5:1 Монтана (Монтана)
- Най-безрезултатен кръг в А група – В XIV кръг на сезон 2001/2002, при група от 14 отбора, са вкарани 6 гола в седемте мача (средно по 0,857 гола на мач).
  - Черноморец (Бургас) 0:2 Литекс (Ловеч) (0:1 Р.Кирилов 47-ата, 0:2 М. Хидуед 88-ата)
  - Берое (Стара Загора) 0:0 Левски (София)
  - Спартак (Варна) 0:0 Локомотив (София)
  - Спартак (Плевен) 1:0 Локомотив (Пловдив) (1:0 Т. Колев 78)
  - Славия (София) 0:0 Черно море (Варна)
  - ЦСКА (София) 1:0 Беласица (Петрич) (1:0 Вл. Манчев 10)
  - Марек (Дупница) 1:1 Нафтекс (Бургас) (0:1 Ст. Сакалиев 64, 1:1 Ив. Паргов 85)
- Отбори с най-много последователни мачове без отбелязан гол в А група[2]
  - 19 – Раковски (Русе) през сезон 1996/1997
  - 13 – Верея през сезони 2017/2018 и 2018/2019
  - 11 – Спартак (Варна) през сезон 2004/2005
  - 10 – ЦСКА през сезон 2014/2015
  - 9 – Торпедо (Русе) през сезон 1951
  - 9 – Торпедо (Плевен) през сезон 1951
  - 8 – Миньор (Перник) през сезон 1991/1992
  - 8 – Нефтохимик (Бургас) през сезон 2013/2014
- Най-резултатен мач в А група – 12 гола, споделен рекорд.
  - ЦДНА – Торпедо Русе – 12 : 0, игран на 28 юли 1951 г. (6 гола на Петър Михайлов и по 3 гола на Димитър Миланов и Михаил Янков)
  - Локомотив Пд – Янтра Гб – 7 : 5 игран на 4 март 1974 г.
  - ЦСКА – Берое – 10 : 2, игран на 2 май 1992 г. (1:0 Ст. Драганов 4, 2:0 Ан. Нанков 12-д., 2:1 В. Шишков 25, 2:2 Д. Сивов 27, 3:2 К. Метков 28, 4:2 Ив. Андонов 39, 5:2 К. Метков 48, 6:2 К. Метков 52, 7:2 Ив. Андонов 54, 8:2 Ив. Киров 59, 9:2 Й. Лечков 62-д., 10:2 К. Метков 89)
  - Футболист с най-много поредни шампионски титли - Георги Терзиев 11 бр. - 2014, 2015, 2016, 2017, 2018, 2019, 2020, 2021, 2022, 2023, 2024.

## Футболисти най-много пъти шампиони на А група
| № | Име               | Отбор               | Титли | Година                                                                 |
| - | ----------------- | ------------------- | ----- | ---------------------------------------------------------------------- |
| 1 | Манол Манолов     | ЦСКА (София)        | 12    | 1948, 1951, 1952, 1954, 1955, 1956, 1957, 1958, 1959, 1960, 1961, 1962 |
| 1 | Георги Терзиев    | Лудогорец (Разград) | 11    | 2014, 2015, 2016, 2017, 2018, 2019, 2020, 2021, 2022, 2023, 2024       |
| 2 | Панайот Панайотов | ЦСКА (София)        | 11    | 1951, 1952, 1954, 1955, 1956, 1957, 1958, 1959, 1960, 1961, 1962       |
| 2 | Иван Колев        | ЦСКА (София)        | 11    | 1952, 1954, 1955, 1956, 1957, 1958, 1959, 1960, 1961, 1962, 1966       |
| 4 | Стефан Божков     | ЦСКА (София)        | 10    | 1948, 1951, 1952, 1954, 1955, 1956, 1957, 1958, 1959, 1960             |
| 4 | Димитър Миланов   | ЦСКА (София)        | 10    | 1948, 1951, 1952, 1954, 1955, 1956, 1957, 1958, 1959, 1960             |
| 4 | Гаврил Стоянов    | ЦСКА (София)        | 10    | 1948, 1951, 1952, 1954, 1955, 1956, 1957, 1958, 1959, 1960             |
| 4 | Кирил Ракаров     | ЦСКА (София)        | 10    | 1952, 1954, 1955, 1956, 1957, 1958, 1959, 1960, 1961, 1962             |
| 4 | Светослав Дяков   | Лудогорец (Разград) | 10    | 2012, 2013, 2014, 2015, 2016, 2017, 2018, 2019, 2020, 2021             |
| 9 | Георги Енишейнов  | ЦСКА (София)        | 9     | 1951, 1952, 1954, 1955, 1956, 1957, 1958, 1959, 1960                   |
| 9 | Христо Андонов    | ЦСКА (София)        | 9     | 1954, 1955, 1956, 1957, 1958, 1959, 1960, 1961, 1962                   |
| 9 | Иван Зафиров      | ЦСКА (София)        | 9     | 1966, 1969, 1971, 1972, 1973, 1975, 1976, 1980, 1981                   |
| 9 | Марселиньо        | Лудогорец (Разград) | 9     | 2012, 2013, 2014, 2015, 2016, 2017, 2018, 2019, 2020                   |
| 9 | Козмин Моци       | Лудогорец (Разград) | 9     | 2013, 2014, 2015, 2016, 2017, 2018, 2019, 2020, 2021                   |

## Треньори най-много пъти шампиони на А група
| № | Име                | Отбор                                                  | Титли | Година                                                           |
| - | ------------------ | ------------------------------------------------------ | ----- | ---------------------------------------------------------------- |
| 1 | Крум Милев         | ЦСКА (София)                                           | 11    | 1951, 1952, 1954, 1955, 1956, 1957, 1958, 1959, 1960, 1961, 1962 |
| 2 | Манол Манолов      | ЦСКА (София)                                           | 5     | 1971, 1972, 1973, 1975, 1983                                     |
| 3 | Георги Василев     | Етър (Велико Търново) Левски (София) ЦСКА (София)      | 4     | 1991 1994, 1995 1997                                             |
| 3 | Васил Методиев     | Локомотив (София) Левски (София)                       | 4     | 1978 1984, 1985, 1988                                            |
| 3 | Аспарух Никодимов  | ЦСКА (София)                                           | 4     | 1980, 1981, 1982, 1992                                           |
| 3 | Георги Дерменджиев | Лудогорец 1945 (Разград)                               | 4     | 2015, 2016, 2017,2024                                            |
| 6 | Димитър Димитров   | Литекс (Ловеч) Левски (София) Лудогорец 1945 (Разград) | 3     | 1998 2000 2018                                                   |
| 6 | Иван Радоев        | Левски (София)                                         | 3     | 1946, 1947, 1950                                                 |
| 6 | Димитър Пенев      | ЦСКА (София)                                           | 3     | 1987, 1989, 1990                                                 |
| 6 | Ивайло Петев       | Лудогорец 1945 (Разград)                               | 3     | 2012, 2013, 2023                                                 |

Данните са до 22 Май 2024

## С най-много голове в един сезон на А група
| № | Име               | Сезон   | Отбори      | Голове |
| - | ----------------- | ------- | ----------- | ------ |
| 1 | Христо Стоичков   | 1989/90 | ЦСКА        | 38     |
| 2 | Петър Жеков       | 1968/69 | ЦСКА        | 36     |
| 3 | Наско Сираков     | 1986/87 | Левски (Сф) | 36     |
| 4 | Петър Александров | 1986/87 | Славия      | 33     |
| 5 | Петър Жеков       | 1967/68 | Берое       | 31     |
| 5 | Петър Жеков       | 1969/70 | ЦСКА        | 31     |
| 5 | Георги Славков    | 1980/81 | Ботев (Пд)  | 31     |
| 8 | Наско Сираков     | 1993/94 | Левски (Сф) | 30     |
| 8 | Атанас Пашев      | 1985/86 | Ботев (Пд)  | 30     |

- С удебелен шрифт са футболистите, които печелят Златната обувка през съответния сезон.

## Най-много голове в една среща в А група
| № | Име              | Дата             | Мач                                            | Голове |
| - | ---------------- | ---------------- | ---------------------------------------------- | ------ |
| 1 | Петър Михайлов   | 18 юли 1951      | ЦСКА – Торпедо (Русе) 12:0                     | 6      |
| 1 | Иво Георгиев     | 14 октомври 1995 | Спартак (Вн.) – Спартак (Пловдив) 8:1          | 6      |
| 1 | Тодор Праматаров | 17 май 1997      | Славия – Раковски (Русе) 7:0                   | 6      |
| 1 | Цветан Генков    | 27 май 2007      | Локомотив (Сф) – Черноморец Бургас (София) 9:0 | 6      |

- Най-много автоголове от един състезател в една среща в А група: 2 автогола – Коста Босаков (Локомотив (Пд)) в мача Марек – Локомотив (Пловдив) 7 : 1 през сезон 1979/1980
- Най-бърз гол в А група: Мирослав Манолов в 6-ата секунда за „Черно море“-Варна при гостуването на „Монтана“ в 16-ия кръг на А група на 22 март 2012. ...Маркос Да Силва (Черно море) – 12 секунда (срещу Черноморец (София) на 6 април 2007)
- Най-младият футболист, взел участие в среща от А група е Янко Кирилов, който прави дебюта си през 1961 г. на възраст 15 години и 72 дни за Левски София срещу Миньор (Перник).[3]
- Най-възрастният футболист, взел участие в среща от А група е вратарят Георги Петков. В последния си изигран мач, играещ за Славия срещу Локомотив (София) на 10 май 2025, стражът е на 49 години, 1 месец и 27 дни.

## Треньори с най-много мачове в А група (над 300 мача)
| №  | Име               | Мачове |
| -- | ----------------- | ------ |
| 2  | Димитър Димитров  | 474    |
| 3  | Георги Василев    | 470    |
| 1  | Илиан Илиев       | 484    |
| 4  | Крум Милев        | 411    |
| 5  | Георги Берков     | 397    |
| 6  | Данко Роев        | 374    |
| 7  | Атанас Ковачев    | 366    |
| 8  | Христо Младенов   | 357    |
| 9  | Иван Радоев       | 353    |
| 10 | Иван Моканов      | 349    |
| 11 | Борис Николов     | 344    |
| 12 | Динко Дерменджиев | 340    |
| 13 | Илия Панев        | 330    |
| 14 | Георги Генов      | 318    |
| 15 | Янко Динков       | 304    |
| 16 | Манол Манолов     | 301    |

Данните са до 07 юни 2024

## Вратари с над 300 мача в елита
| № | Име               | Отбори                                                                                    | Мачове |
| - | ----------------- | ----------------------------------------------------------------------------------------- | ------ |
| 1 | Станчо Бончев     | 331 – Локо Пд, 28 – ЦСКА                                                                  | 359    |
| 2 | Георги Велинов    | 5 – Дунав, 37 – Черно море, 277 – ЦСКА, 19 – Славия                                       | 338    |
| 3 | Георги Петков     | 186 – Славия, 149 – Левски                                                                | 338    |
| 4 | Тодор Кръстев     | 337 – Берое                                                                               | 337    |
| 5 | Николай Донев     | 207 – Локо Сф, 114 – Етър, 7 – Хебър                                                      | 328    |
| 6 | Димитър Вичев     | 290 – Ботев Пд, 21 – Берое                                                                | 311    |
| 7 | Йордан Господинов | 142 – Нефтохимик, 15 – Литекс, 44 – Славия, 9 – Локомотив Мз, 22 – Калиакра, 72 – Локо Пд | 304    |

Данните последно са актуализирани на 21 март 2021

## Чужденците с най-много голове в А група
(Данните са до 19 април 2021 г.)
| №  | Име               | Отбори                                                             | Голове | Мачове |
| -- | ----------------- | ------------------------------------------------------------------ | ------ | ------ |
| 1  | Клаудиу Кешерю    | Лудогорец (109)                                                    | 109    | (160)  |
| 2  | Марселиньо        | Лудогорец (76)                                                     | 76     | (237)  |
| 3  | Маркиньош         | Беласица (17), ЦСКА (19), Локо Сф (17), Пирин (2), Монтана (1)     | 56     | (239)  |
| 4  | Вандерсон         | Лудогорец (52)                                                     | 52     | (180)  |
| 5  | Али Соу           | ЦСКА (45)                                                          | 45     | (100)  |
| 6  | Мишел Платини     | Черноморец Бс (13), ЦСКА (24), Лудогорец (3), Славия (5)           | 45     | (118)  |
| 7  | Зоран Балдовалиев | Локо Пд (16), Локо Сф (25)                                         | 41     | (95)   |
| 8  | Вилфред Нифлор    | Литекс (39)                                                        | 39     | (72)   |
| 9  | Еуген Трика       | Литекс (22), ЦСКА (17)                                             | 39     | (89)   |
| 10 | Екундайо Джайеоба | Велбъжд (4), Локо Пд (19), Левски (12), Черноморец (1), Вихрен (3) | 39     | (154)  |
| 11 | Саша Симонович    | Левски (14), Вихрен (6), Славия (10), Локо Мз (9)                  | 39     | (160)  |
| 12 | Базил де Карвальо | Локо Пд (16), Левски (19)                                          | 35     | (63)   |
| 13 | Саша Антунович    | Спартак Вн (5), Локо Сф (30)                                       | 35     | (105)  |
| 14 | Върджил Мисиджан  | Лудогорец (35)                                                     | 35     | (132)  |
| 15 | Велимир Иванович  | Славия (30), Спартак Вн (5)                                        | 35     | (196)  |
| 16 | Тиаго             | ЦСКА (34)                                                          | 34     | (154)  |
| 17 | Гара Дембеле      | Локо Пд (5), Левски (26)                                           | 31     | (38)   |
| 18 | Фернандо Каранга  | ЦСКА (31)                                                          | 31     | (42)   |

(С удебелен шрифт са футболистите, които играят в Първа Лига.)